# St. Louis Park
St. Louis Park är en stad (city) i Hennepin County i delstaten Minnesota i USA. Staden hade 50 010 invånare, på en yta av 28,09 km² (2020). Den är en del av storstadsområdet Minneapolis-Saint Paul.